# Noces de platí
Noces de platí és el nom amb què es coneix el setanta-cinquè aniversari d'un casament. Venen de les noces de plata (25 anys), les noces d'or (50 anys) i les noces de diamant (60 anys).